# Serie A 2021-2022 (pallacanestro in carrozzina)
La Serie A 2021-2022 è stata la 45ª edizione del massimo campionato italiano di pallacanestro in carrozzina.
Le squadre partecipanti sono 10 e contendono alla Briantea 84 Cantù il titolo.
Alle 8 squadre rimaste in serie A si aggiungono la Wheelchair Sport Firenze e la PDM Treviso provenienti dalla serie B 2020-2021.

## Regolamento

### Formula
Le 10 squadre partecipanti vengono divise in base al ranking della stagione passata in due gironi all'italiana, dove si incontrano con partite d'andata e ritorno. Al termine della stagione regolare le prime due classificate di ogni girone sono ammesse ai play-off scudetto, da giocarsi con un doppio confronto in semifinale e con una finale alla meglio delle tre gare, mentre le squadre classificate tra il terzo e il quinto posto disputano i play-off posizionamento per l'assegnamento del ranking 2020-21, da giocarsi in partite di andata e ritorno. Come la stagione precedente non ci sono retrocessioni e di conseguenza neanche play-out.
Per la stagione viene confermata la regola degli abbattimenti di punteggio per Under 22 e giocatrici donne, strutturati in questo modo:
1. Under 22 esordiente uomo: 2 punti
2. Under 22 uomo: 1 punto
3. Over 22 esordiente uomo (1º anno): 1.5 punti
4. Over 22 esordiente uomo (2º anno): 1 punto

1. Esordiente donna (1º anno): 2.5 punti
2. Esordiente donna (2º anno): 2 punti
3. Abbattimento donna: 1.5 punti

- Sono considerati Under 22 gli atleti nati dal 1 gennaio 2001 in poi
- Punteggio massimo del quintetto in campo: 14.5 punti. In presenza di giocatori/trici con abbattimenti, il punteggio massimo del quintetto in gioco è 17.0 punti.

Inoltre ogni squadra potrà al massimo tesserare due giocatori extracomunitari e viene confermata la regola dell'obbligo di giocatori italiani in campo: per tutta la gara le squadre devono schierare nel quintetto sempre in campo 2 giocatori eleggibili per la Nazionale Italiana.

## Stagione regolare

### Girone A

#### Classifica
Aggiornata al 3 ottobre 2021.
|  |    | Classifica stagione regolare 2021-2022 | PT | G | V | P | PF  | PS  | Dif  | SD |
|  | -- | -------------------------------------- | -- | - | - | - | --- | --- | ---- | -- |
|  | 1. | UnipolSai Briantea 84 Cantù            | 16 | 8 | 8 | 0 | 641 | 350 | +291 |    |
|  | 2. | Studio 3A Millennium Basket            | 12 | 8 | 6 | 2 | 521 | 407 | +114 |    |
|  | 3. | GSD Porto Torres                       | 6  | 8 | 3 | 5 | 393 | 524 | -131 |    |
|  | 4. | PDM Treviso                            | 3  | 8 | 3 | 5 | 384 | 463 | -79  |    |
|  | 5. | Farmacia Pellicanò Reggio Calabria BIC | 0  | 8 | 0 | 8 | 364 | 559 | -195 |    |

#### Calendario
| Prima giornata |                          |          |
| 23-10-21       |                          | 29-01-22 |
| 66-48          | Padova - Reggio Calabria | 61-31    |
| 84-44          | Treviso - Porto Torres   | 0-20     |
|                | Cantù Riposa             |          |

| Quarta giornata |                         |          |
| 08-01-22        |                         | 26-02-22 |
| 33-75           | Reggio Calabria - Cantù | 39-89    |
| 63-38           | Padova - Treviso        | 68-60    |
|                 | Porto Torres Riposa     |          |

| Seconda giornata |                        |          |
| 30-10-21         |                        | 12-02-22 |
| 41-88            | Porto Torres - Padova  | 47-72    |
| 37-77            | Treviso - Cantù        | 46-91    |
|                  | Reggio Calabria Riposa |          |

| Quinta giornata |                                |          |
| 15-01-22        |                                | 05-03-22 |
| 71-47           | Cantù - Padova                 | 71-56    |
| 75-46           | Porto Torres - Reggio Calabria | 74-67    |
|                 | Treviso Riposa                 |          |

| Terza giornata |                           |          |
| 13-11-21       |                           | 19-02-22 |
| 88-34          | Cantù - Porto Torres      | 79-58    |
| 57-65          | Reggio Calabria - Treviso | 43-54    |
|                | Padova Riposa             |          |

### Girone B

#### Classifica
Aggiornata al 3 ottobre 2021.
|  |    | Classifica stagione regolare 2021-2022 | PT | G | V | P | PF  | PS  | Dif  | SD  |
|  | -- | -------------------------------------- | -- | - | - | - | --- | --- | ---- | --- |
|  | 1. | DECO Metalferro Amicacci Giulianova    | 14 | 8 | 7 | 1 | 516 | 420 | +96  | +10 |
|  | 2. | Santo Stefano AVIS                     | 14 | 8 | 7 | 1 | 603 | 390 | +213 | -10 |
|  | 3. | Menarini Wheelchair Sport Firenze      | 6  | 8 | 3 | 5 | 429 | 517 | -88  |     |
|  | 4. | Banco di Sardegna Dinamo Lab           | 4  | 8 | 2 | 6 | 465 | 540 | -75  |     |
|  | 5. | Special Sport Bergamo Montello         | 2  | 8 | 1 | 7 | 404 | 550 | -146 |     |

#### Calendario
| Prima giornata |                      |          |
| 23-10-21       |                      | 29-01-22 |
| 74-53          | Sassari - Bergamo    | 66-67    |
| 50-53          | Firenze - Giulianova | 54-67    |
|                | S.Stefano Riposa     |          |

| Quarta giornata |                      |          |
| 08-01-22        |                      | 26-02-22 |
| 42-74           | Firenze - S.Stefano  | 38-92    |
| 66-53           | Giulianova - Bergamo | 71-51    |
|                 | Sassari Riposa       |          |

| Seconda giornata |                      |          |
| 30-10-21         |                      | 12-02-22 |
| 36-77            | Bergamo - S.Stefano  | 43-71    |
| 71-51            | Giulianova - Sassari | 59-42    |
|                  | Firenze Riposa       |          |

| Quinta giornata |                     |          |
| 15-01-22        |                     | 05-03-22 |
| 90-49           | S.Stefano - Sassari | 80-53    |
| 50-54           | Bergamo - Firenze   | 51-71    |
|                 | Giulianova Riposa   |          |

| Terza giornata |                        |          |
| 13-11-21       |                        | 19-02-22 |
| 63-60          | S.Stefano - Giulianova | 56-69    |
| 55-62          | Sassari - Firenze      | 75-58    |
|                | Bergamo Riposa         |          |

## Play-off

### Tabellone
|  | Semifinali | Semifinali                  | Semifinali | Semifinali | Semifinali |  |  | Finale          | Finale                      | Finale                      | Finale | Finale |  |
|  |            |                             |            |            |            |  |  |                 |                             |                             |        |        |  |
|  | 1A         | Briantea 84 Cantù           | 69         | 77         | 146        |  |  |                 |                             |                             |        |        |  |
|  | 2B         | Santo Stefano               | 77         | 58         | 135        |  |  | 1A              | Briantea 84 Cantù           | 67                          | 55     | 67     |  |
|  | 1B         | Amicacci Giulianova         | 57         | 73         | 130        |  |  | 1B              | Amicacci Giulianova         | 70                          | 47     | 66     |  |
|  | 2A         | Studio 3A Millennium Basket | 40         | 57         | 97         |  |  |                 |                             |                             |        |        |  |
|  |            |                             |            |            |            |  |  |                 |                             |                             |        |        |  |
|  |            |                             |            |            |            |  |  | Finale 3º posto |                             |                             |        |        |  |
|  |            |                             |            |            |            |  |  |                 |                             |                             |        |        |  |
|  |            |                             |            |            |            |  |  | 2A              | Studio 3A Millennium Basket | Studio 3A Millennium Basket | 61     | 61     |  |
|  |            |                             |            |            |            |  |  | 2B              | Santo Stefano               | Santo Stefano               | 54     | 80     |  |

### Semifinali
Ogni serie si gioca con la formula del doppio confronto su andata e ritorno e con la differenza canestri come discriminante in caso di parità.

#### Cantù - Santo Stefano
| Potenza Picena 26 marzo 2022, ore 16:00                                                                     | Santo Stefano | 77 – 69 (d.t.s.) (12-17, 29-21, 41-37, 60-60) | Briantea 84 Cantù | PalaPrincipi |
| \| \| \| \| \| Giaretti 27 \| Punti \| 21 De Maggi \| \| Roberto Ceriscioli \| Allenatori \| Marco Tomba \| |               |                                               |                   |              |
| |               |                                               |                   |              |
| Giaretti 27                                                                                                 | Punti         | 21 De Maggi                                   |                   |              |
| Roberto Ceriscioli                                                                                          | Allenatori    | Marco Tomba                                   |                   |              |

| Arbitri: | Rambelli Palazzo De Mattia |

|             |            |                    |
| De Maggi 23 | Punti      | 20 Bedzeti         |
| Papi 9      | Assist     | 4 Tanghe           |
| De Maggi 10 | Rimbalzi   | 8 Bedzeti          |
| Marco Tomba | Allenatori | Roberto Ceriscioli |

#### Giulianova - Padova
| Piombino Dese 26 marzo 2022, ore 17:30 | Studio 3A Millennium Basket | 40 – 57         | Amicacci Giulianova | Palazetto dello Sport |
| \| \| \| \| \| Bargo 13 \| Punti \| 25 Berdun \| \| \| Assist \| 9 Stupenengo \| \| \| Rimbalzi \| 13 Cavagnini \| \| Fabio Castellucci \| Allenatori \| Carlo Di Giusto \| |                             |                 |                     |                       |
| |                             |                 |                     |                       |
| Bargo 13 | Punti                       | 25 Berdun       |                     |                       |
| | Assist                      | 9 Stupenengo    |                     |                       |
| | Rimbalzi                    | 13 Cavagnini    |                     |                       |
| Fabio Castellucci | Allenatori                  | Carlo Di Giusto |                     |                       |

| Arbitri: | Ascione Lastella Biancalana |

|                 |            |                   |
| Berdun 24       | Punti      | 18 Boughania      |
| Berdun 9        | Assist     | 2 Boughania       |
| Cavagnini 15    | Rimbalzi   | 6 Bargo           |
| Carlo Di Giusto | Allenatori | Fabio Castellucci |

### Finale
La serie è al meglio delle 3 partite, con l'eventuale gara-3 in casa di Giulianova per la miglior differenza canestri nelle semifinali.
| Arbitri: | Zamponi Rambelli De Mattia |

|              |            |                      |
| Papi 24      | Punti      | 23 Berdun            |
| Carossino 9  | Assist     | 5 Berdun, Stupenengo |
| Carossino 11 | Rimbalzi   | 9 Cavagnini          |
| Marco Tomba  | Allenatori | Carlo Di Giusto      |

| Arbitri: | Graziani Penzo Palazzo |

|                 |            |              |
| Berdun 17       | Punti      | 18 De Maggi  |
| Stupenengo 8    | Assist     | 7 Carossino  |
| Benvenuto 9     | Rimbalzi   | 10 Carossino |
| Carlo Di Giusto | Allenatori | Marco Tomba  |

| Arbitri: | Zamponi Penzo Graziani |

| |            | |
| Berdun 24 | Punti      | 20 Carossino |
| Berdun 5 | Assist     | 5 Carossino, De Maggi |
| Cavagnini 12 | Rimbalzi   | 12 Carossino |
| 5 Benvenuto• 6 Beginskis• 12 Cavagnini• 14 Berdun• 21 Stupenengo 8 Marchionni• 11 Minella• 16 Bundžiņš• 20 Feltrin• 22 Ion• 23 Fares• 24 Castellani | Formazioni | 1 Sagar• 10 Santorelli• 13 Saaid• 22 Carossino• 26 De Maggi 4 Papi• 5 Geninazzi• 15 Bassoli• 33 De Prisco• 55 Carrigill• 77 Buksa |
| Carlo Di Giusto | Allenatori | Marco Tomba |

### Finale 3º posto
| Piombino Dese 14 maggio 2022, ore 16:30 | Studio 3A Millennium Basket | 61 – 54 (13-13, 31-29, 45-41) | Santo Stefano | Palazzetto dello Sport (50 spett.) |
| \| \| \| \| \| Raourahi 18 \| Punti \| 22 Giaretti \| \| Boughania 11 \| Assist \| 3 Bedzeti, Miceli \| \| Foffano 13 \| Rimbalzi \| 14 Bedzeti \| \| Fabio Castellucci \| Allenatori \| Roberto Ceriscioli \| |                             |                               |               |                                    |
| |                             |                               |               |                                    |
| Raourahi 18 | Punti                       | 22 Giaretti                   |               |                                    |
| Boughania 11 | Assist                      | 3 Bedzeti, Miceli             |               |                                    |
| Foffano 13 | Rimbalzi                    | 14 Bedzeti                    |               |                                    |
| Fabio Castellucci | Allenatori                  | Roberto Ceriscioli            |               |                                    |

| Arbitri: | Zamponi Lastella De Mattia |

|                    |            |                   |
| Giaretti 22        | Punti      | 18 Raourahi       |
| Giaretti 10        | Assist     | 5 Boughania       |
| Bedzeti 12         | Rimbalzi   | 11 Boughania      |
| Roberto Ceriscioli | Allenatori | Fabio Castellucci |

## Cross-over 5º-8º posto
Ogni serie si gioca con la formula del doppio confronto su andata e ritorno e con la differenza canestri come discriminante in caso di parità.

### Tabellone
|  | Semifinali 5º-8º posto | Semifinali 5º-8º posto            | Semifinali 5º-8º posto | Semifinali 5º-8º posto | Semifinali 5º-8º posto |  |  | Finale 5º posto | Finale 5º posto                   | Finale 5º posto | Finale 5º posto | Finale 5º posto |  |
|  |                        |                                   |                        |                        |                        |  |  |                 |                                   |                 |                 |                 |  |
|  | 3A                     | GSD Porto Torres                  | 58                     | 62                     | 120                    |  |  |                 |                                   |                 |                 |                 |  |
|  | 4B                     | Dinamo Lab Sassari                | 67                     | 68                     | 135                    |  |  | 4B              | Dinamo Lab Sassari                | 27              | 33              | 60              |  |
|  | 3B                     | Menarini Wheelchair Sport Firenze | 58                     | 61                     | 119                    |  |  | 4A              | PDM Treviso                       | 80              | 69              | 149             |  |
|  | 4A                     | PDM Treviso                       | 68                     | 68                     | 136                    |  |  |                 |                                   |                 |                 |                 |  |
|  |                        |                                   |                        |                        |                        |  |  |                 |                                   |                 |                 |                 |  |
|  |                        |                                   |                        |                        |                        |  |  | Finale 7º posto |                                   |                 |                 |                 |  |
|  |                        |                                   |                        |                        |                        |  |  |                 |                                   |                 |                 |                 |  |
|  |                        |                                   |                        |                        |                        |  |  | 3A              | GSD Porto Torres                  | 63              | 76              | 139             |  |
|  |                        |                                   |                        |                        |                        |  |  | 3B              | Menarini Wheelchair Sport Firenze | 67              | 70              | 137             |  |

### Semifinali

#### Porto Torres - Sassari
| Sorso 26 marzo 2022, ore 15:00 | Dinamo Lab Sassari | 67 – 58 (15-15, 31-31, 49-49) referto | GSD Porto Torres | Palazzetto dello Sport (50 spett.) |
| \| \| \| \| \| De Miranda 21 \| Punti \| 31 Hadiazhar \| \| Bridge 7 \| Assist \| 4 Hadiazhar, Raimondi \| \| De Miranda 18 \| Rimbalzi \| 10 Hadiazhar \| \| Massimo Bisin \| Allenatori \| C. Mura \| |                    |                                       |                  |                                    |
| |                    |                                       |                  |                                    |
| De Miranda 21 | Punti              | 31 Hadiazhar                          |                  |                                    |
| Bridge 7 | Assist             | 4 Hadiazhar, Raimondi                 |                  |                                    |
| De Miranda 18 | Rimbalzi           | 10 Hadiazhar                          |                  |                                    |
| Massimo Bisin | Allenatori         | C. Mura                               |                  |                                    |

| Arbitri: | Zamponi Di Piazza Guerrini |

|             |            |                         |
| Puggioni 16 | Punti      | 19 De Miranda, Garibloo |
| Raimondi 7  | Assist     | 7 Bridge, De Miranda    |
| Gray 11     | Rimbalzi   | 15 Garibloo             |
| C. Mura     | Allenatori | Massimo Bisin           |

#### Firenze - Treviso
| Arbitri: | Zamponi De Mattia Di Piazza |

|                     |            |             |
| Slapnicar 13        | Punti      | 26 Forcione |
| Demirović 6         | Assist     | 7 Forcione  |
| Demirović 15        | Rimbalzi   | 8 Da Silva  |
| Massimiliano Cricco | Allenatori | Ana Cardoso |

| Arbitri: | Scarlassare Delle Cese Borsani |

|                     |            |                     |
| Da Silva 20         | Punti      | 23 Demirović        |
| Caiazzo, Forcione 3 | Assist     | 8 Tosatto           |
| Da Silva 14         | Rimbalzi   | 10 Demirović        |
| Ana Cardoso         | Allenatori | Massimiliano Cricco |

### Finale 5º posto
| Sorso 14 maggio 2022, ore 17:30 | Dinamo Lab Sassari | 27 – 80 (9-27, 19-52, 23-69) | PDM Treviso | Palazzetto dello Sport (30 spett.) |
| \| \| \| \| \| Spanu 13 \| Punti \| 20 Ezeanyim \| \| Quaranta 5 \| Assist \| 10 Tosatto \| \| Rovatti 8 \| Rimbalzi \| 16 Ezeanyim \| \| Massimo Bisin \| Allenatori \| Massimiliano Cricco \| |                    |                              |             |                                    |
| |                    |                              |             |                                    |
| Spanu 13 | Punti              | 20 Ezeanyim                  |             |                                    |
| Quaranta 5 | Assist             | 10 Tosatto                   |             |                                    |
| Rovatti 8 | Rimbalzi           | 16 Ezeanyim                  |             |                                    |
| Massimo Bisin | Allenatori         | Massimiliano Cricco          |             |                                    |

| Arbitri: | Brambilla Gatani Borsani |

|                                  |            |               |
| Ezeanyim 20                      | Punti      | 16 Spanu      |
| Beltrame 4                       | Assist     | 7 Quaranta    |
| Demirović, Ezeanyim, Favretto 11 | Rimbalzi   | 9 Magri       |
| Massimiliano Cricco              | Allenatori | Massimo Bisin |

### Finale 7º posto
| Firenze 14 maggio 2022, ore 10:30 | Menarini Wheelchair Sport Firenze | 67 – 63 (10-20, 33-30, 53-46) | GSD Porto Torres | Palasport Paolo Valenti (50 spett.) |
| \| \| \| \| \| Innocenti 21 \| Punti \| 24 Hadiazhar \| \| Forcione 11 \| Assist \| 10 Hadiazhar \| \| Hosseini 12 \| Rimbalzi \| 15 Hadiazhar \| \| Marco Bergna \| Allenatori \| C. Mura \| |                                   |                               |                  |                                     |
| |                                   |                               |                  |                                     |
| Innocenti 21 | Punti                             | 24 Hadiazhar                  |                  |                                     |
| Forcione 11 | Assist                            | 10 Hadiazhar                  |                  |                                     |
| Hosseini 12 | Rimbalzi                          | 15 Hadiazhar                  |                  |                                     |
| Marco Bergna | Allenatori                        | C. Mura                       |                  |                                     |

| Firenze 14 maggio 2022, ore 15:00                       | GSD Porto Torres | 76 – 70      | Menarini Wheelchair Sport Firenze | Palasport Paolo Valenti |
| \| \| \| \| \| C. Mura \| Allenatori \| Marco Bergna \| |                  |              |                                   |                         |
|                                                         |                  |              |                                   |                         |
| C. Mura                                                 | Allenatori       | Marco Bergna |                                   |                         |

## Cross-over 9º-10º posto
La serie si gioca con la formula del doppio confronto su andata e ritorno e con la differenza canestri come discriminante in caso di parità.

### Tabellone
|  | Finale                                 |                                        |    |    |     |  |
|  |                                        |                                        |    |    |     |  |
|  | Farmacia Pellicanò Reggio Calabria BIC | Farmacia Pellicanò Reggio Calabria BIC | 63 | 40 | 103 |  |
|  | Special Sport Bergamo Montello         | Special Sport Bergamo Montello         | 69 | 46 | 115 |  |